# Daniel Gigante
Daniel Carvalho da Silva (* 10. März 1981 in São Paulo), auch bekannt als Daniel Gigante, ist ein ehemaliger brasilianischer Fußballspieler.

## Karriere
Daniel begann seine Karriere 2010 bei CA Sorocaba. Im Sommer 2010 wechselte er zum japanischen Zweitligisten Thespa Kusatsu. 2011 kehrte er nach Brasilien zurück und unterschrieb einen Vertrag bei Concórdia AC. Danach spielte er bei EC Santo André, Sobradinho EC und CA Penapolense. Von 2014 bis 2016 war er beim Zweitligisten Oeste FC unter Vertrag. Danach spielte er bei EC São Bento und Sertãozinho FC. 2017 kehrte er zu Oeste zurück. Ende 2018 beendete er seine Karriere als Fußballspieler.